# FC Gloria Buzău
A Gloria Buzău egy román labdarúgócsapat.

## Történet
A csapat 1971-ben alakult meg, és a régebbi városi csapat, a Metalul helyét vette át a harmadik osztályban. Rögtön az első szezonban megnyerte a bajnokságot és felkerült a második vonalba. Az 1978-79-es szezonban először szerepel az első osztályban, ahol a 13. helyen végez, de a következő évben a bajnokság utolsó helyét szerezte meg és kiesett.
A következő feljutása 1984-ben sikerült, és újoncként, az 1984-85-ös szezonban nagy meglepetésre az 5. helyen végzett, ami az eddigi legjobb eredménye volt. 1987-ben ismét kiesett a második ligába, ahonnan majd csak 2007-ben sikerült feljutnia. Az utolsó, 2007-08-as szezonban a 14. helyen végzett.

## Eredmények

### Liga I
Eddigi legjobb eredményét az 1984–85-ös bajnokságban érte el, amikor az 5. helyen végzett.

### Román kupa
A 2007–08-as sorozatban az elődöntőig menetelt.

### Balkán-kupa
Az 1985–86-os szezonban az elődöntőbe jutott, ahol a görög Panionios búcsúztatta.

## Jelenlegi játékosok
A csapat játékosai 2008 júliusában:
| #  |            | Poszt | Név                |
| -- | ---------- | ----- | ------------------ |
| 1  | Románia    | K     | Cristian Stoicescu |
| 1  | Ausztrália | K     | Tomislav Arcaba    |
| 4  | Portugália | V     | Diogo Silva        |
| 5  | Románia    | KP    | Constantin Doicaru |
| 6  | Románia    | V     | Alexandru Tudose   |
| 7  | Románia    | KP    | Eric Bicfalvi      |
| 8  | Románia    | KP    | Robert Săceanu     |
| 9  | Portugália | KP    | Jorge Tavares      |
| 10 | Románia    | CS    | Alin Lițu          |
| 11 | Románia    | V     | Alexandru Stoica   |
| 15 | Románia    | V     | Cătălin Vlaicu     |
| 17 | Románia    | CS    | Alexandru Guda     |
| 20 | Románia    | CS    | Claudiu Ionescu    |
| 23 | Románia    | V     | Emil Ninu          |
| 24 | Románia    | KP    | Dorin Popa         |
| 25 | Románia    | KP    | Marius Șuleap      |
| 25 | Portugália | V     | Luis Dias          |
| 26 | Nigéria    | KP    | Dino Eze           |

| #   |             | Poszt | Név                   |
| --- | ----------- | ----- | --------------------- |
| 27  | Románia     | V     | Alexandru Filip       |
| 31  | Románia     | CS    | Alin Vigariu          |
| 32  | Románia     | K     | Mihai Mincă           |
| TBA | Románia     | V     | Jean Prunescu         |
| TBA | Szerbia     | KP    | Uroš Milošavljević    |
| TBA | Románia     | KP    | Alexandru Gavriloaie  |
| TBA | Irak        | CS    | Salih Jaber           |
| TBA | Ghána       | K     | William Amamoo        |
| TBA | Görögország | KP    | Charalambos Moisiadis |
| TBA | Egyiptom    | KP    | Tarek Amer            |
| TBA | Románia     | V     | Aurelian Bouleanu     |
| TBA | Románia     | KP    | Valentin Crețu        |
| TBA | Románia     | KP    | Alin Simion           |
| TBA | Szerbia     | KP    | Filip Stankovic       |
| TBA | Szenegál    | CS    | Christian Sagna       |
| TBA | Görögország | CS    | Haris Parastatidis    |

## Külső hivatkozások
- Hivatalos honlap
- Sansa Buzoiana